# Bahnhof Hahnstätten
Der Bahnhof Hahnstätten ist ein stillgelegter Bahnhof an der Aartalbahn in Hahnstätten im Rhein-Lahn-Kreis in Rheinland-Pfalz. Der Bahnhof befindet sich an der Bundesstraße 54.

## Geschichte
Zeitgleich mit dem Bahnhof im benachbarten Oberneisen ging der Bahnhof Hahnstätten im Jahre 1870 mit dem restlichen Bauabschnitt der Aartalbahn in Betrieb, sodass die Züge durchgehend von Wiesbaden Hbf nach Diez verkehrten. Beide spätklassizistischen Bahnhofsgebäude wurden von Heinrich Velde entworfen und stehen unter Denkmalschutz.

## Hintergrund
Es handelte sich um einen Bahnhof des Personen- und Güterverkehrs, neben den Zügen der Aartalbahn diente er der Verladung von Waren. Güterschuppen und Verladerampen sind heute noch erkennbar. Der Bahnhof verfügte über einen Fahrkartenschalter, eine Gepäckabfertigungsanlage, sanitäre Anlagen, mechanisches Stellwerk, Dienstwohnungen im Obergeschoss sowie einen Schrankenposten, dessen Gebäude noch immer erhalten ist.
Ursprüngliche Planungen des Zweckverband Schienenpersonennahverkehr Rheinland-Pfalz Nord (SPNV Nord) der Reaktivierung der Aartalbahn sahen eine Wiederaufnahme des Personenverkehrs auf der Aartalbahn zwischen Diez und Zollhaus ab 2015 vor, spätere Änderungen nur mehr einen Betrieb zwischen Diez und Hahnstätten, beide Pläne wurden nicht verwirklicht, da der Landesrechnungshof Päne einer Wiederbelebung der Bahnstrecke 2018 wegen Unwirtschaftlichkeit abgelehnt hat. Pläne zur Wiederaufnahme des Güterverkehrs auf der Aartalbahn existierten nicht.
Heute verkehrt die Regionalbuslinie 570 weitgehend parallel zur stillgelegten Aartalbahn.

## Heimatmuseum
Im ehemaligen Bahnhofsgebäude befindet sich heute ein Heimatmuseum. Die Sammlung umfasst u. a. eine Mineraliensammlung, archäologische Fundstücke aus Hügelgräbern der Umgebung sowie eine Sammlung alter Land- und Gemarkungskarten.